# Всемирный день безопасного Интернета
Всемирный день безопасного Интернета (англ. Safer Internet Day) — праздник, отмечаемый во второй день второй недели февраля.
Идея празднования принадлежит Еврокомиссии (январь 2004 года), которая была поддержана европейскими некоммерческими организациями European SchoolNet и Insafe.
Цель праздника – информировать людей об ответственном и безопасном использовании Интернета.
Главный координатор Дня — некоммерческая организация Insafe (European Safer Internet Network) .

## 2008
Microsoft и РОЦИТ проведут в России с 29 января по 5 февраля акцию «Неделя безопасного интернета», приуроченную к этому дню .